# 壁網球

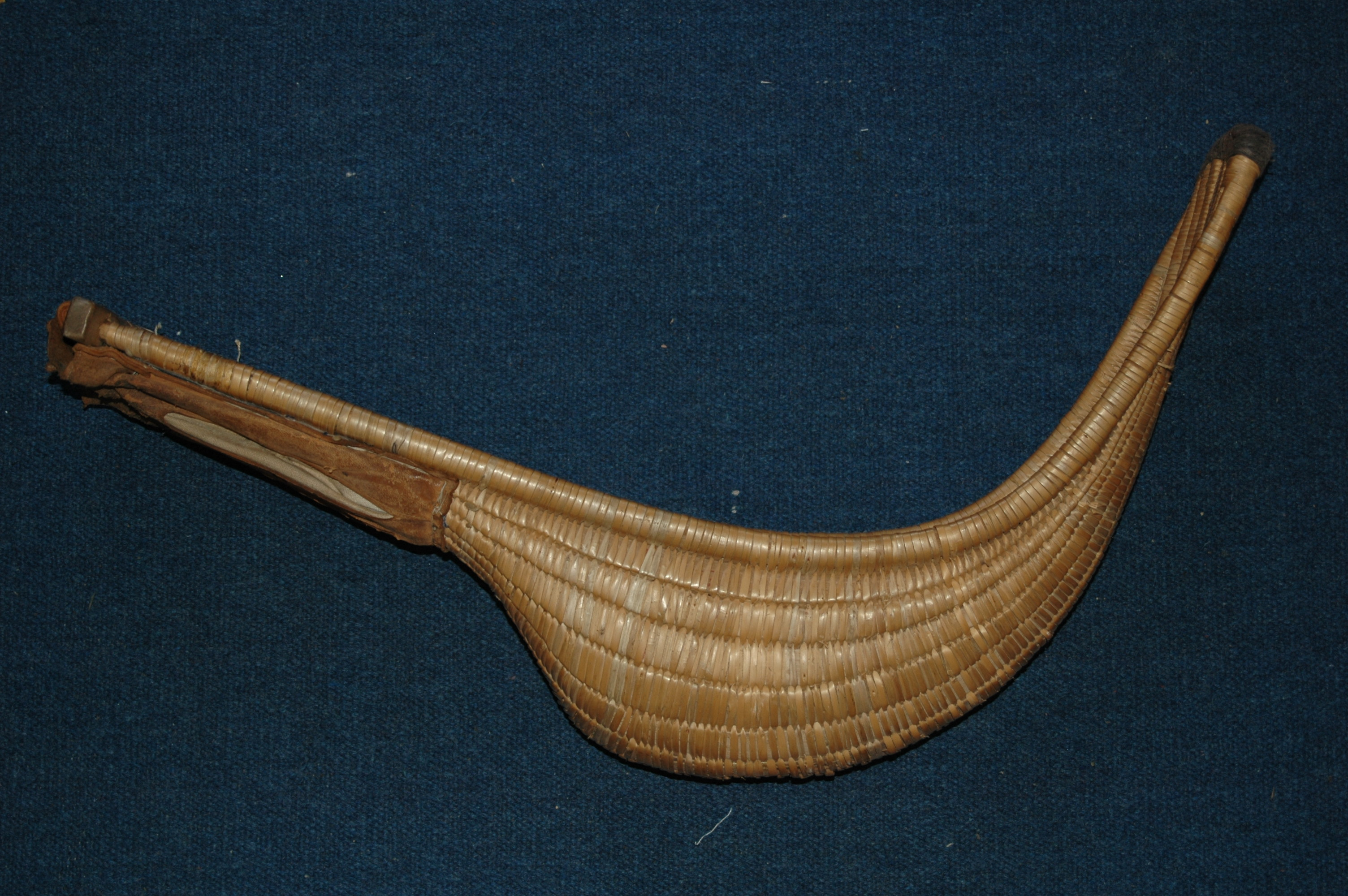
捧兜（cesta 或 xistera）。

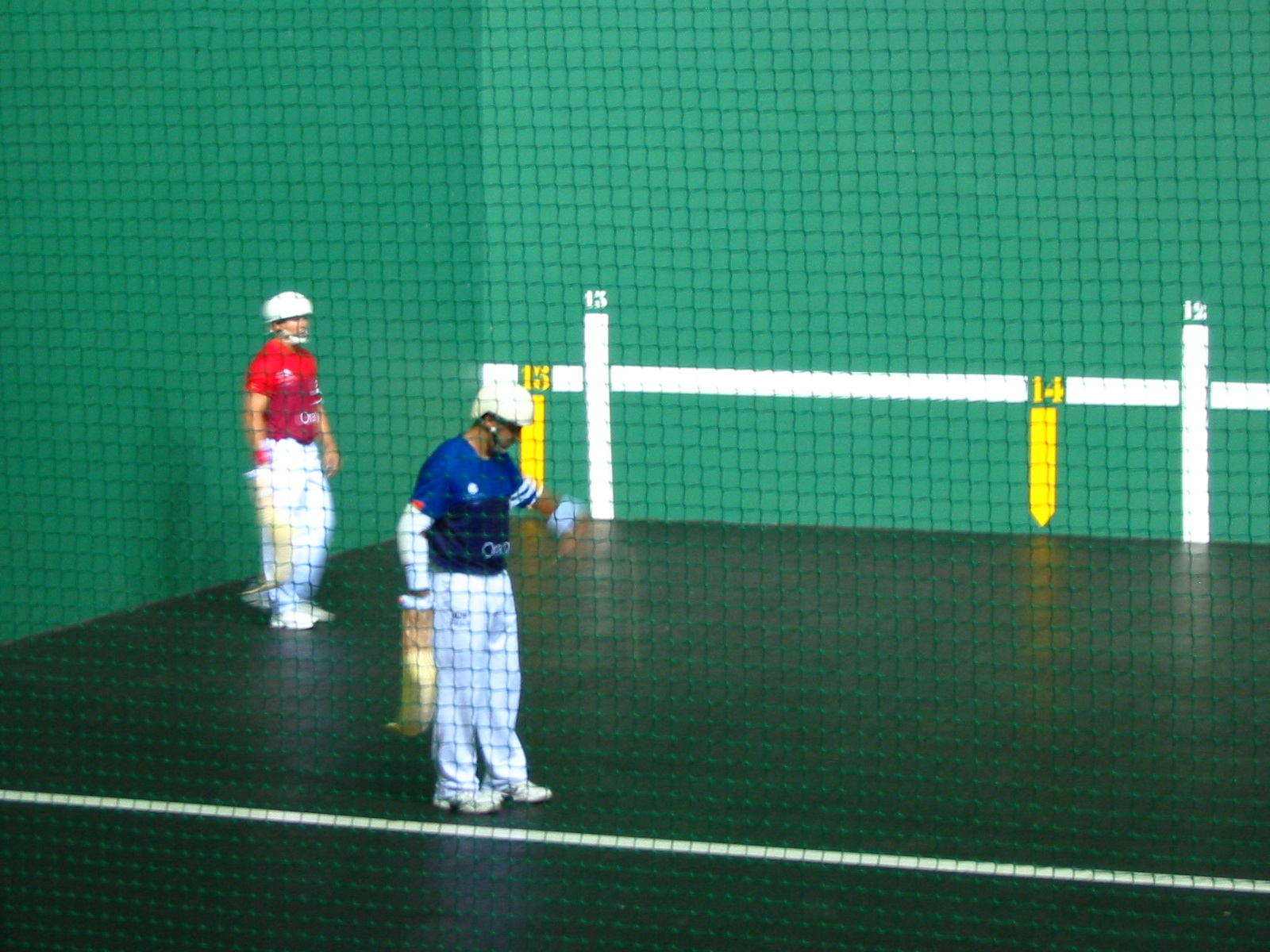
正在進行的壁網球

壁網球，是一種以2英寸橡膠作球心，外面包有羊皮的硬球。此項運動起源於西班牙，主要流行於西班牙、法國和拉丁美洲國家。1930年傳入中國上海。
壁網球於巴斯克語中解釋是「快樂的節日」的意思，是一種球類運動，也可以供賭博之用。
比賽時，雙方球員手持捧兜，站立在場地的一邊，一方球員用力將球抽向前方的墻壁，反彈後另一方的球員接住再抽，如此反复，如果一方球員接不住或抽出界便輸。球迷可押注於某方球員，稱為“獨贏球票”。
在澳門在1975年起曾引進壁網球活動，當時叫回力球，並接受現場投注（於1981年至1991年間設立博彩專營合約）；但至1990年因虧損多年結業，當時比賽場地即為現今回力娛樂場（Jai Alai）。